# Santa Maria d’Oló
Santa Maria d'Oló – gmina w Hiszpanii, w prowincji Barcelona, w Katalonii, o powierzchni 66,48 km². W 2011 roku gmina liczyła 1048 mieszkańców.